# Hemos dicho basta / Polka infantil
Hemos dicho basta / Polka infantil es un sencillo de la banda chilena Tiemponuevo, lanzado en 1971 por el sello Peña de los Parra y distribuido por DICAP, perteneciente a su álbum Tiemponuevo lanzado el año anterior.

## Lista de canciones
| Lado A |                     |                                |          |  |
| N.º    | Título              | Música                         | Duración |  |
| 1.     | «Hemos dicho basta» | Mauricio Vigil, Roberto Rivera |          |  |

| Lado B |                  |                  |          |  |
| N.º    | Título           | Música           | Duración |  |
| 2.     | «Polka infantil» | Marcos Velásquez |          |  |